# SIGAINT
SIGAINT fue un proveedor de correo electrónico seguro de la red Tor, cuyo elevado nivel de encriptación lo hizo muy popular entre activistas, periodistas, disidentes políticos y delincuentes, hasta su desaparición en febrero de 2017 por causas desconocidas.

## Descripción
La interfaz web de SIGAINT se basaba en el software SquirrelMail, que no depende de JavaScript. En aras de una mayor seguridad, SIGAINT no ofrecía la posibilidad de recuperar la contraseña. Cada bandeja de entrada disponía de dos direcciones de correo electrónico: una en el dominio sigaint.org para intercambiar mensajes con proveedores de email ordinarios (tales como Gmail u Outlook), y la otra en el dominio .onion de SIGAINT, esta última habilitada exclusivamente para recibir correspondencia de otras direcciones de email de la red Tor. Las cuentas gratuitas tenían 50 MB de espacio de almacenamiento y expiraban después de un año de inactividad, mientras que las cuentas de pago nunca expiraban y disfrutaban de acceso POP3, IMAP y SMTP, así como de una mayor capacidad de almacenamiento y encriptación de disco completo.
Debido al alto nivel de protección que ofrecía a sus usuarios, SIGAINT recibió reseñas positivas de diversos especialistas en ciberseguridad, quienes lo recomendaban como uno de los servicios de correo electrónico seguro de Tor más fiables. Dichas reseñas coincidían también en señalar la potencial utilidad de SIGAINT para activistas, periodistas, disidentes políticos y otras personas (incluidos terroristas y ciberdelincuentes) que necesitasen un canal de comunicación encriptado, en cuanto que las características de la red Tor dificultan la interceptación de mensajes sensibles.
Con todo, en abril de 2015, varias cuentas de SIGAINT resultaron comprometidas en un ciberataque que afectó a 70 nodos de salida de la red Tor. La envergadura de este hackeo suscitó rumores de que se trataba de un intento de desanonimizar a los usuarios de SIGAINT, orquestado por un servicio de inteligencia con amplios recursos. En una entrevista de 2015 para la revista digital Vice.com, un administrador de SIGAINT afirmó que los responsables de este ciberataque no lograron piratear sus servidores, pero sí consiguieron redirigir su dominio sigaint.org a un sitio web malicioso muy similar al verdadero, lo que les permitió robar las credenciales de acceso de algunos usuarios. A raíz de este incidente, SIGAINT añadió un certificado SSL a su sitio web para protegerse contra futuros intentos de phishing.
En torno al 11 de febrero de 2017, el servicio webmail de SIGAINT se desactivó por causas desconocidas. Desde aquel entonces, ni el sitio web .org de SIGAINT ni su versión .onion han vuelto a dar señales de actividad.